# Nikita Denise
Nikita Denise vlastním jménem Denisa Balážová (* 25. července 1976) je slovenská pornohvězda a režisérka pornofilmů.
Denise opustila Slovensko v roce 1998 a přestěhovala se do Toronta a začala pracovat pro kanadský řetězec striptérských klubů. Při setkání s Jill Kelly dostala kontakt na Jima Southe. V debutovém filmu North Pole 13 byl v roce 2000 jejím partnerem Dillon Day.